# Fugazi
Fugazi fue una banda estadounidense de post hardcore formada en 1986 en la ciudad de Washington D. C., conocida por su postura 'hazlo tú mismo' ('do it yourself'), su manera independiente de funcionar y su reticencia frente a la industria musical, aspecto que también extienden a su discográfica, Dischord Records.
Fugazi ha dado muchos conciertos por todo el mundo, produjo seis discos de estudio, una película ("Instrument") y una serie, ganándose un gran reconocimiento en todo el planeta. Tocaron en vivo hasta final del año 2002 pero la banda está inactiva oficialmente desde 2003.

## Historia
Ian MacKaye, respetado músico parte de bandas pioneras e influyentes del punk y el hardcore como fueron Teen Idles y Minor Threat, formó después otra banda llamada Embrace con un sonido a medio camino entre Minor Threat y Fugazi, diferente del hardcore rápido que le caracterizó. Después formó Fugazi, cuyo estilo es difícil de encasillar. Su música, llena de expresiones originales y experimentos, mezcla elementos del dub/reggae con la energía del punk y el hardcore. A su estilo le ha llamado a menudo post-hardcore.
Fugazi se formó en 1987, con el batería Brendan Canty, el bajista Joe Lally y los guitarristas y vocalistas Ian MacKaye y Guy Picciotto (de Rites of Spring, considerada la primera banda emocore), quien inicialmente había estado en los primeros cinco conciertos como invitado antes de pasar a ser un miembro definitivo del grupo. Músicos empapados desde muy jóvenes por el movimiento punk, se dieron a conocer como Fugazi por su modo de funcionar: cinco dólares por concierto, ningún tipo de promoción a través de videoclips, diez dólares por disco; en síntesis, creando una resistencia a la tendencia general del mercado norteamericano y al estilo de vida estadounidense. Fugazi siempre fue conocido por su posición política, recorrieron el mundo promoviendo un estilo de vida sano y criticando las corporaciones.
Su estilo original y lleno de energía fue imitado por otros: esa corriente recibió los nombres de Sonido Washington o Sonido Dischord (por el nombre de la discográfica que lleva MacKaye).
Fugazi está ahora en un estado de letargo. Ian MacKaye sigue un proyecto en paralelo llamado The Evens.

## Legado
Artistas y bandas como Sublime, Nirvana, Refused, At the Drive-In, Red Hot Chili Peppers, Quicksand, Tool, Deftones, H2O, Iceage, NOFX, Box Car Racer, Redención 911, Bad Religion, Blink-182, Rage Against the Machine, the Offspring, Bikini Kill, Lorde, y Pearl Jam han citado a Fugazi como influencia.
Además, Refused, No Knife Magnapop, Gengahr, Fog Lake, y Eddie Vedder han realizado covers a la banda.
Joe Strummer (vocalista de The Clash) consideró que Fugazi era la banda que mejor ejemplificaba el espíritu del punk, en una entrevista de 2000 de Rolling Stone.

## Discografía

### Álbumes
- Repeater (Dischord, 1990).
- Steady Diet of Nothing (Dischord, 1991).
- In on the Kill Taker (Dischord, 1993).
- Red Medicine (Dischord, 1995).
- End Hits (Dischord, 1998).
- The Argument (Dischord, 2001).

### Compilaciones y bandas sonoras
- 13 Songs (Dischord, 1989)

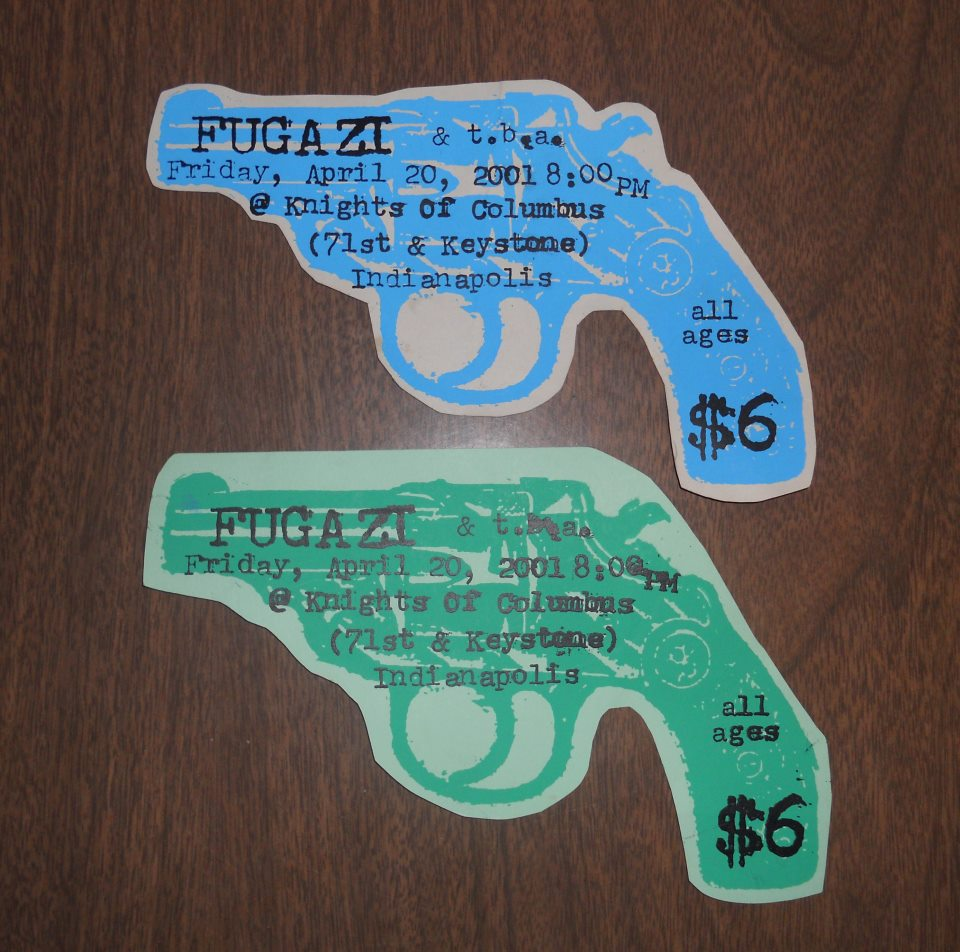
Entradas hechas a mano para un concierto de Fugazi en 2001, que se celebró en Indianápolis, Indiana.

- Instrument Soundtrack (Dischord, 1999)

### Singles y EP
- Fugazi (Dischord, 1988)
- Margin Walker (Dischord, 1989)
- «3 Songs» (Dischord, 1990). Incluido en la edición en CD de Repeater.
- Furniture + 2 (Dischord, 2001)

### Álbumes en directo
- Fugazi Live Series Vols. 1-30 (CD-Rs, 2004-5)

### Apariciones en compilaciones de varios artistas
- «In Defense of Humans» en State of the Union (Dischord Records, 1989).
- «Reprovisional (live)» en International Pop Underground Convention (K Records, 1991).
- «Blueprint», «The Word» y «Burning (live)» en Twenty Years of Dischord (Dischord Records, 2002).
- «Pink Frosty Demo» en Live Without Dead Time (Adbusters, 2003).
- «KYEO (live)» en Triple J's. Short.fast.loud (ABC Music, 2006).

### Videos
- Instrument  (Dischord, 1999)